# Jurijs Baranovs
Pas d'image ? Cliquez ici

a Compétitions nationales et continentales officielles uniquement.

b Matchs officiels uniquement.
Dernière mise à jour le 4 janvier 2021.
Jurijs Baranovs (parfois nommé Yuri Baranov), né le 11 décembre 1981, est un joueur letton, d'origine russe, de rugby à XV qui évolue au poste de demi de mêlée et d'ailier. 

## Biographie
Il commence le rugby sur le tard, en Lettonie. Il joue d'abord au hockey sur glace, son rêve étant d'intégrer le Dinamo Riga. Il pratique ensuite la lutte gréco-romaine, puis intègre un club de rugby qui venait de se créer. Il débute avec la Lettonie à 18 ans, puis rejoint le Ienisseï-STM en 2001. En 2017, il doit s'interrompre pendant six mois, à la suite d'une grosse blessure. Il pense mettre un terme à sa carrière en 2018, mais continue finalement de jouer avec le Ienisseï-STM.

## Palmarès
- Championnat de Russie de rugby à XV 2002, 2005, 2011, 2012, 2014, 2016, 2017, 2018, 2019, 2021
- Supercoupe de Russie de rugby à XV 2014
- Bouclier continental de rugby à XV, 2016-2017, 2017-2018, 2018-2019
- Coupe de Russie de rugby à XV 2008, 2014, 2016, 2017, 2020, 2021